# Ciek

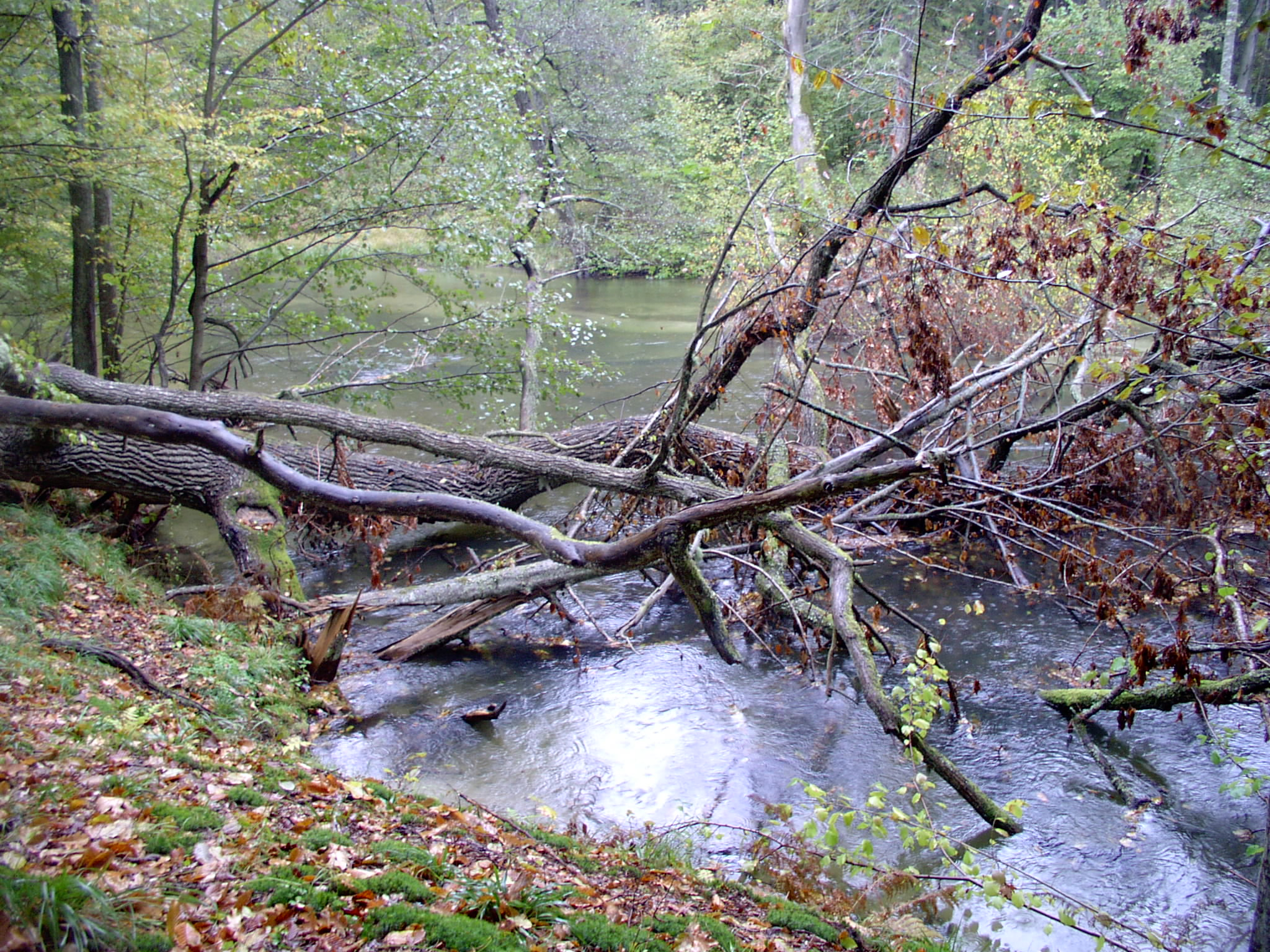
Nizinna rzeka Łyna w rezerwacie Las Warmiński

Potok górski (Austria)

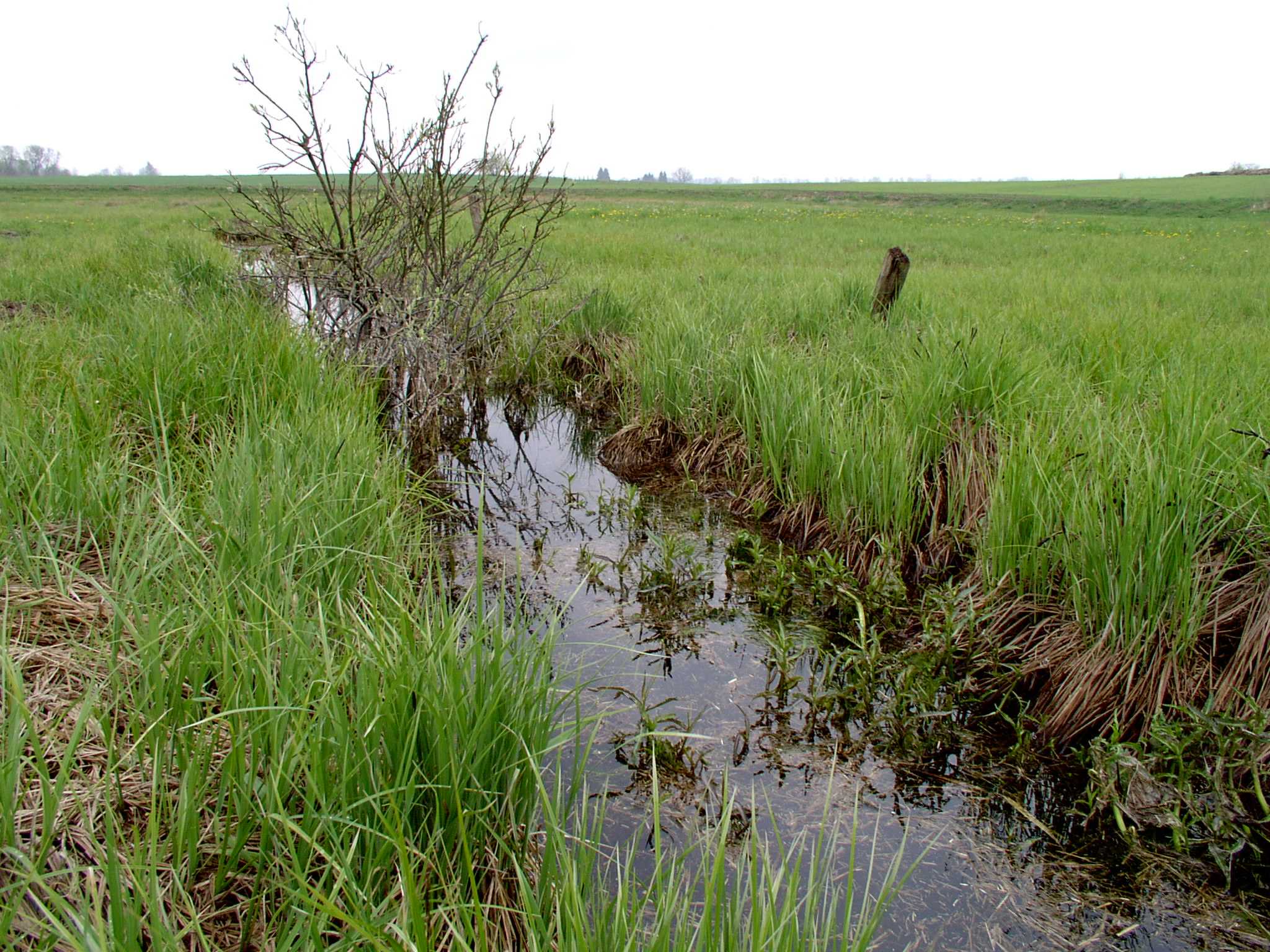
Rów melioracyjny, dolina rzeki Łyna, okolice Smolajn

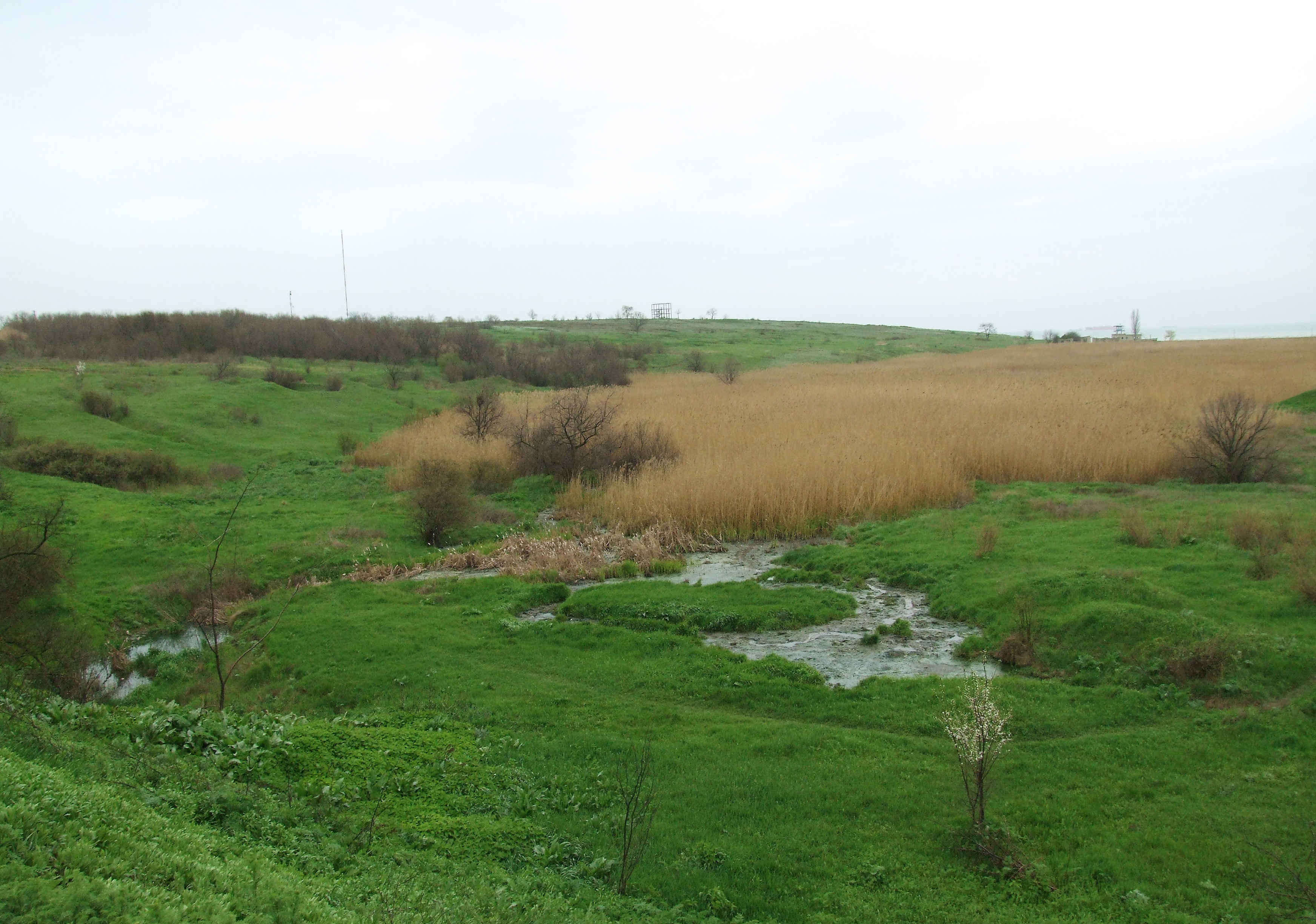
Strumień okresowy

Ciek – ogólne określenie wszelkiego rodzaju wód powierzchniowych liniowych, płynących pod wpływem siły ciężkości, płynące stale lub w ciągu dłuższych okresów w wyżłobionych przez siebie łożyskach otwartych. Pojęcie cieku należy łączyć z płynącą wodą i korytem przez nią wyżłobionym.
Określenie ciek wodny nie jest zalecane, gdyż stanowi pleonazm.
Elementy charakteryzujące ciek to: długość cieku, brzeg lewy cieku, brzeg prawy cieku, brzeg wklęsły, brzeg wypukły, nurt cieku, linia nurtu cieku, bezwzględny spadek cieku, spadek względny cieku.
Szacuje się, że cieki zajmują około 773 000 km² powierzchni (w czasie średniego przepływu). Oznacza to 0,58% powierzchni lądów niepokrytych lodem.

## Kształtowanie się cieku i doliny cieku
Wiele cieków ma swój początek w dawnych wiekach, które powstały w wyniku działania sił górotwórczych. Przez wiele epok geologicznych sieć wodna ulegała i ulega w dalszym ciągu przekształceniom, głównie w wyniku procesów erozyjnych i akumulacyjnych. Polegają one na wymywaniu, żłobieniu gleby, dna brzegów i przenoszeniu materiału (rumowiska) i akumulowaniu (gromadzeniu) go w niższych partiach cieku i doliny.
Ze względu na sposób niszczącego działania cieku wyróżniamy erozje:
- erozja denna – pogłębianie koryta rzeki wskutek wynoszenia przez prąd materiału skalnego
- erozja wsteczna – erozja wywołująca cofanie się źródeł i wodospadów. Powoduje ona rozcięcie działów wodnych i kaptaż rzeki (przeciągnięcie rzeki, zdobywanie przez rzekę lub potok górnej części dorzecza innego cieku położonego z przeciwnej strony działu wodnego)
- erozja boczna – podmywanie i podcinanie brzegów przez meandrującą rzekę
- erozja powierzchniowa – zmywy w czasie ulewnych deszczów spłukujące ze zboczy materiał na dużych powierzchniach (przeciwieństwo erozji liniowej)
- erozja linijna (liniowa) – wypłukiwanie materiału skalnego przez strumienie wody płynącej stale lub okresowo (po ulewnych deszczach) wzdłuż podłużnych zagłębień terenowych o nachylonym dnie (erozja rzeczna, erozja wąwozowa)

## Klasyfikacja cieków
Ze względu na wielkość oraz pochodzenie można wyróżnić cieki:
- naturalne:
  - rzeka
  - strumień
  - struga
  - potok
  - ued (wadi)
- sztuczne:
  - kanał wodny
  - rów wodny
  - ściek

W jednym z systemów przyjętych w Polsce wprowadzono podział na:
- cieki górskie o spadku powyżej 5‰
- cieki wyżynne o spadku 1–5‰
- cieki nizinne o spadku poniżej 0,5‰.

Cieki mogą prowadzić wodę okresowo lub stale. W związku z tym wyróżnia się cieki:
- epizodyczne – woda spływa z nich powierzchniowo lub podpowierzchniowo, jedynie bezpośrednio po opadach lub roztopach;
- okresowe – zasilane mogą być ponadto wodami podziemnymi, pochodzącymi z tych samych opadów bądź roztopów. Wody te szybko się wyczerpują i przestają zasilać ciek;
- stałe – prowadzą wodę przez cały rok i tylko w wyjątkowych przypadkach mniejsze z nich mogą całkowicie wysychać. W zależności od swej wielkości noszą nazwy strug, strumieni, potoków i rzek.